# Akbaş (Hund)
Akbaş (wörtliche Bedeutung: „Weißkopf“) oder Akbaş Çoban Köpeği (wörtliche Bedeutung: „Weißkopf Hirtenhund“) bezeichnet einen molossoiden Hirtenhund-Typ in der Türkei mit durchgehend hellem Fell.

## Beschreibung
Der Akbaş hat mittellanges bis langes Haar. Die Hauptfarbe ist einfarbig Milchfarben bis Porzellanweiß. Bei Untersuchungen der Akbaş-Population in der Türkei hatten die Hunde im Mittel eine Masse von 44,9 kg und eine Schulterhöhe von 75,3 cm. Der Akbaş hat ein starkes angeborenes Schutzverhalten. Sein Verhalten wird als mutig und treu beschrieben. Im Allgemeinen sind die Hunde zurückhaltend. Sie sind aber auch sehr aufmerksam und unabhängig. Ein Akbaş kann sehr schnell und ausdauernd sein und kann, wie viele andere Herdenschutzhunde auch, mühelos einen mannshohen Zaun überspringen.
Der Akbaş ähnelt, bis auf die Farbe, dem Kangal, ist jedoch genetisch von diesem klar abzugrenzen.
Zusätzlich zeichnen sich Akbaş-Hunde durch ihre Fähigkeit aus, eigenständig Entscheidungen zu treffen, insbesondere in ihrer traditionellen Rolle als Herdenschutzhunde. Sie benötigen eine klare Führung, da ihr stark ausgeprägter Schutzinstinkt und ihre Unabhängigkeit sie mitunter anspruchsvoll in der Haltung machen. Trotz ihrer Reserviertheit gegenüber Fremden entwickeln sie eine tiefe Bindung zu ihrer Familie und zeigen ein sanftes Wesen im Umgang mit vertrauten Menschen.

## Verbreitung, Bedrohungsstatus
Der Akbaş ist in der Türkei vor allem in den Provinzen Ankara, Afyon, Eskişehir und Konya anzutreffen. Die Population dort ist kleiner als die in den USA, wo der Akbaş als Rassehund gezüchtet wird. Außerdem gibt es den Akbaş in Kanada und den Niederlanden.

## Anerkennung als Rasse
Eine Anerkennung durch die FCI als Hunderasse besteht nicht. Die Anerkennung der Hunderasse  durch die FCI wird vom türkischen Hundezuchtverband KIF betrieben. Die Hunderasse, die auf der Basis dieses Typs in der Türkei entwickelt und gezüchtet wird, heißt im Rassestandard Türk Çoban Köpeği Akbaş.
In der FCI gab es bis 2018 den Anatolischen Hirtenhund, dessen Standard alle Farben, einschließlich schwarzköpfigen und weißen Hunden erlaubte. Seit 2018 wurde der jedoch vom Kangal-Hirtenhund abgelöst, bei dem keine weißen Hunde mehr im Standard vorkommen.